# غرمتون (الريف الشرقي)
غرمتون (بالفارسية: گرمتون) هي منطقة سكنية تقع في إيران في قسم الريف الشرقي الريفي. يقدر عدد سكانها بـ 21 نسمة بحسب إحصاء 2016.